# Ward Burton
John Edward "Ward" Burton III, född 25 oktober 1961 i South Boston, Virginia, är en amerikansk racerförare, med fem racesegrar, däribland Daytona 500 2002 i NASCAR:s Cupserie. Hans yngre bror Jeff Burton är även han en välkänd racerförare.

## Racingkarriär
Burton började sin karriär i NASCAR Busch Series, där han körde på heltid under fyra säsonger. Under sin karriär i Busch Series vann Burton fyra tävlingar, och slutade på sjätteplats i tabellen 1993, vilket var hans bästa resultat i en NASCAR-sanktionerad serie. Burton gjorde sin debut i Winston Cup 1994 med Alan Dillard Jr. som stallchef. Han vann på Rockingham Speedway säsongen 1995, men det dröjde till 1999 innan Burton blev topp-tio i mästerskapet, med en niondeplats med Bill Davis Racing. Han blev tia säsongen 2000, och lyckades två år senare även vinna Daytona 500. Han vann även på New Hampshire under 2002, men var utan framgång i övriga race, och nådde bara en 25:e plats i mästerskapet, att jämföra med en 14:e plats från 2001. Resultaten försämrades under kommande år, och 2007 blev hans sista säsong i serien, då han blev frisläppt från Morgan-McClureteamet, och inte fick något kontrakt någon annanstans.